# المراشدة (دير الزور)
المراشدة قرية سورية تتبع ناحية سوسة في منطقة البوكمال في محافظة دير الزور. بلغ عدد سكانها 4346 نسمة في عام 2004 حسب إحصاء المكتب المركزي للإحصاء.